# WTA Long Beach 1972
Il WTA Long Beach 1972 è stato un torneo di tennis. I primi 2 turni si sono giocati sui campi indoor del Long Beach City College Gymnasium e del Cerritos College Men's Gymnasium, gli ultimi 2 turni sui campi outdoor del Billie Jean King Center. È stata la 2ª edizione del torneo, che fa parte del Virginia Slims Circuit 1972. Si è giocato a Long Beach (California) negli USA dal 19 al 23 gennaio 1972.

## Campionesse

### Singolare
Rosie Casals ha battuto in finale  Françoise Dürr con il punteggio di 6–2, 6–7, 6–3

### Doppio
Rosie Casals /  Virginia Wade hanno battuto in finale  Helen Gourlay /  Karen Krantzcke con il punteggio di 6–4, 5–7, 7–5